# Karsten totoyensis
Karsten totoyensis és una espècie de peix de la família dels gòbids i de l'ordre dels perciformes.

## Morfologia
- Els mascles poden assolir 4,8 cm de longitud total.
- Nombre de vèrtebres: 28-31.[1]

## Hàbitat
És un peix marí, de clima tropical i demersal que viu entre 0-1.122 m de fondària.

## Distribució geogràfica
Es troba a Fiji, Indonèsia i les Filipines.

## Observacions
És inofensiu per als humans.